# Tijana Bogićević
Tijana Bogićević (Servisch: Тијана Богићевић; Novi Sad, 1 november 1981) is een Servisch zangeres.

## Biografie
Bogićević nam in 2009 deel aan de Servische preselectie voor het Eurovisiesongfestival, evenwel zonder succes. Ze raakte pas echt bekend in eigen land dankzij haar single Čudo, die ze in 2013 uitbracht. Begin 2017 werd ze door de Servische openbare omroep intern geselecteerd om haar land te vertegenwoordigen op het Eurovisiesongfestival 2017 in Oekraïne. Ze bleef er steken in de halve finale.
2007: Marija Šerifović · 
2008: Jelena Tomašević feat. Bora Dugić · 
2009: Marko Kon & Milaan · 
2010: Milan Stanković · 
2011: Nina Radojčić · 
2012: Željko Joksimović · 
2013: Moje 3 · 
2015: Bojana Stamenov · 
2016: Sanja Vučić · 
2017: Tijana Bogićević · 
2018: Sanja Ilić & Balkanika · 
2019: Nevena Božović · 
2021: Hurricane · 
2022: Konstrakta · 
2023: Luke Black · 
2024: Teya Dora · 
2025: Princ
- International Standard Name Identifier: 0000 0004 6321 2131
- MusicBrainz: 978672e4-cc0f-4b23-b182-7d4c47f2ef23